# Snejana Onopka
Snejana Onopka, pseudonimo di Snižana Dmytrivna Onopko (in ucraino Сніжана Дмитрівна Онопко?; Sjevjerodonec'k, 15 dicembre 1986), è una supermodella ucraina.

## Carriera
Snejana Onopka, nata a Sjevjerodonec'k, si trasferisce a Kiev nel 2001, dove viene notata da un talent scout, grazie al quale inizia la sua carriera nel mondo della moda.
Nel 2005, compare nelle campagne pubblicitarie di Dolce & Gabbana e Prada e viene fotografata da Steven Meisel per le copertine di due numeri dell'edizione italiana di Vogue diventando una delle muse del fotografo. La Onopka è inoltre comparsa sulle copertine di i-D, Numéro, Harper's Bazaar, L'Officiel, Elle Ukraine, Akademia, CM, e le edizioni portoghesi, giapponesi e francesi di Vogue. La Onopka è inoltre una delle modelle abituali delle sfilate di Chanel, Gucci, Christian Lacroix, Fendi, Marc Jacobs e Balenciaga.
Nel 2007 non prende parte alle sfilate della collezione autunno/inverno di New York perché impegnata sul set della campagna pubblicitaria della Shiseido. Tuttavia ritorna sulle passerelle poche settimane dopo prendendo parte alle sfilate di Burberry, Jil Sander, Gucci e Dolce & Gabbana nel corso della settimana della moda di Milano. È inoltre stata la protagonista delle pubblicità di Calvin Klein, Clé de Peau Beauté, Lanvin, Louis Vuitton, Yves Saint-Laurent e Gucci.

## Agenzie
- Vo! Model agency - Ucraina
- Women Management - New York, Parigi
- Why Not Model Agency

## Vita privata
Il 15 novembre 2011, Snejana Onopka ha sposato il businessman Mykola Shchur.
Nel 2020, ha dichiarato che suo marito aveva abusato fisicamente di lei per tutta la durata del matrimonio e di aver divorziato, nonostante lui non fosse d’accordo.